# Zamość (gmina)
Pour les articles homonymes, voir Zamość.
Zamość est une gmina rurale (gmina wiejska) du powiat de Zamość, dans la Voïvodie de Lublin, dans l'est de la Pologne.
Son siège administratif (chef-lieu) est la ville de Zamość, bien qu'elle ne fasse pas partie du territoire de la gmina.
La gmina couvre une superficie de 197,1 km2 pour une population de 20 482 habitants en 2006.

## Histoire
De 1975 à 1998, la gmina est attachée administrativement à l'ancienne voïvodie de Zamość.

Depuis 1999, elle fait partie de la nouvelle voïvodie de Lublin.

## Géographie
La gmina inclut les villages (sołectwa) de:

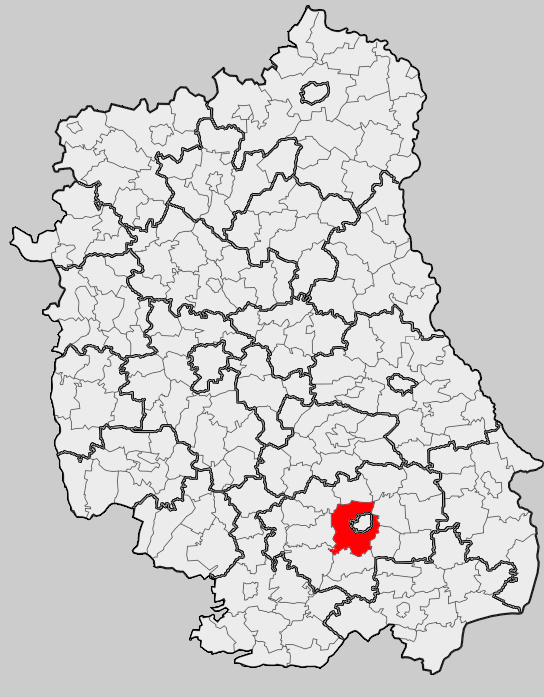
Position de la gmina dans la voïvodie

- Białobrzegi
- Białowola
- Borowina Sitaniecka
- Bortatycze
- Bortatycze-Kolonia
- Chyża
- Hubale
- Jatutów
- Kalinowice
- Łapiguz
- Lipsko
- Lipsko-Kosobudy
- Lipsko-Polesie
- Majdanek
- Mokre
- Płoskie
- Pniówek
- Siedliska
- Sitaniec
- Sitaniec-Kolonia
- Sitaniec-Wolica
- Skaraszów
- Skokówka
- Szopinek
- Topornica
- Wieprzec
- Wierzchowiny
- Wólka Panieńska
- Wólka Wieprzecka
- Wychody
- Wysokie
- Zagóra
- Zalesie
- Zarzecze
- Zawada
- Żdanów
- Żdanówek
- Zwódne

### Gminy voisines
La gmina de Zamość est voisine de:

la ville de:
- Zamość

et les gminy de
- Adamów
- Łabunie
- Nielisz
- Sitno
- Skierbieszów
- Stary Zamość
- Szczebrzeszyn
- Zwierzyniec

## Structure du terrain
D'après les données de 2002, la superficie de la commune de Zamość est de 197,1 kilomètres carrés, répartis comme telle :
- terres agricoles : 80,1,%
- forêts : 8,9%

La commune représente 10,52% de la superficie du powiat.

## Démographie
Données du 31 décembre 2011:
| Description        | Total  | Total | Femmes | Femmes | Hommes | Hommes |
| ------------------ | ------ | ----- | ------ | ------ | ------ | ------ |
| Unité              | Nombre | %     | Nombre | %      | Nombre | %      |
| Population         | 21 881 | 100   | 11 103 | 50,7   | 10 778 | 49,3   |
| Densité (hab./km²) | 112    | 112   | 56,7   | 56,7   | 55,3   | 55,3   |